# Kuschelina suturella
Kuschelina suturella är en skalbaggsart som först beskrevs av Thomas Say 1826.  Kuschelina suturella ingår i släktet Kuschelina och familjen bladbaggar. Inga underarter finns listade i Catalogue of Life.